# Контролен пакет акции
Контролен пакет акции е част от капитала на акционерното дружество, която дава възможност на притежателите му да контролират управлението на дружеството, като вземат най-важните решения в общото събрание на акционерите – избор на надзорен съвет или съвет на директорите, увеличаване на капитала, изменение на устава и др. В по-разширен смисъл може да се употребява и за други дружества, като вместо акции се подразбират изобщо дялове от капитала.
Контрол върху управлението осигурява пакет от 50% + 1 брой от акциите (дялове съответно) на дружеството. Публичните акционерни дружества обаче (чиито акции се търгуват на фондовата борса) имат много и неорганизирани (необединени) дребни акционери и контролният пакет може да бъде значително по-малък. При сегашната глобализация множество акционери от различни държави купуват акции с цел по-добра доходност, без възможност (или намерение) да участват в управлението посредством общото събрание на акционерите. Тези инвеститори се ръководят единствено от краткосрочните прогнози за възвръщаемостта на акциите на една или друга компания.